# Інститут водних проблем і меліорації НААН України
Інститут водних проблем і меліорації (до 22 липня 2011 Інститут гідротехніки і меліорації) є науковою установою Відділення землеробства, меліорації та механізації Національної академії аграрних наук України.

## Напрямки досліджень
Інститут виконує фундаментальні та прикладні дослідження за напрямами:
- зрошення і осушення земель;
- водне господарство;
- сільськогосподарське водопостачання і водовідведення;
- гідротехніка;
- використання агрометеорологічних ресурсів;
- екологічні проблеми меліорації

### Розробки
- конструкції меліоративних систем
- автоматизовані системи управління водокористуванням
- технології, технічні засоби механізації поливу та меліоративних робіт
- експлуатації меліоративних систем і використання меліорованих земель

## Міжнародне співробітництво
Інститут підтримує науково-технічні зв'язки з країнами СНД, рядом фірм та наукових центрів США, Німеччини, Італії, Нідерландів; є базовою оганізацією національного комітету Міжнародної комісії з іригації і дренажу, членом Міжнародної асоціації з гідравлічних досліджень; веде секретаріат Технічного комітету стандартизації ТК145 «Меліорація і водне господарство».

## Дослідна мережаінституту
До мережі Інституту відносяться юридично самостійні дослідні станції, які виконують частину науково-дослідних робіт, забезпечують виробництво елітного та гібридного насіння овочевих і баштанних культур (Південна державна сільськогосподарська дослідна станція, Кам'янсько-Дніпровська дослідна станція, Сарненська дослідна станція ), ведуть впровадження і пропаганду досягнень НТП.
На дослідних станціях виконується частина наукової проблематики, яка є складовою державних науково-технічних програм. При цьому напрями науково-дослідних робіт носять спеціалізований характер залежно від зональних умов, наукових традицій і матеріального забезпечення кожної станції.
У зв'язку з великою різноманітністю природно-господарських умов України наукові установи дослідної мережі інституту виконують роль регіональних осередків меліоративної науки, ведуть наукові дослідження і виконують доопрацювання, адаптацію і впровадження нових технологій і технічних рішень з урахуванням місцевих умов, здійснюють пропаганду досягнень науки і техніки, надають науково-консультативні послуги тощо.
Основні напрями наукової і господарської діяльності дослідної мережі інституту:
Південна державна сільськогосподарська дослідна станція Інституту водних проблем і меліорації Національної академії аграрних наук України — проведення наукових досліджень, апробації і впровадження наукових розробок з питань зрошення просапних в багаторічних культур; вирішення проблем ефективного використання зрошувальних земель, проведення селекційних досліджень та розробка технологій вирощування овочевих, баштанних, плодових, ягідних культур та винограду; виконання науково-дослідних робіт з фундаментальних та прикладних проблем сільськогосподарських меліорацій, селекції овочевих і баштанних культур, апробації та впровадження закінчених наукових розробок; проведення виробничої перевірки, вдосконалення, освоєння прогресивних технологій, розробка прогнозів і програм за основними проблемами і напрямами розвитку питань зрошення просапних багаторічних культур, науково-консультативні послуги, дорадництво, маркетинг виробництва овочевих і баштанних культур.
- Кам'янсько-Дніпровська дослідна станція Інституту водних проблем і меліорації Національної академії аграрних наук України — наукове обґрунтування розвитку зрошення у південних областях України, дослідної перевірки в зональних умовах та широкого впровадження у практику передового досвіду ефективного використання зрошувальних земель та нових досягнень меліоративної науки;
Сарненська дослідна станція Інституту водних проблем і меліорації Національної академії аграрних наук України — виконання наукових досліджень в галузі інженерних меліорацій та меліоративного землеробства, як осередок впровадження і розповсюдження наукових розробок Інституту, Станції та інших наукових установ Академії, поширення передового досвіду, збереження, відтворення та ефективного використання земельних і водних ресурсів Полісся, проведення агроекологічних та радіоекологічних досліджень і моніторингу меліорованих земель.
- Державне підприємство "Дослідне господарство «Великі Клини» Південної державної сільськогосподарської дослідної станції Інституту водних проблем і меліорації Національної академії аграрних наук України — організаційно-господарське забезпечення Південної ДСГДС ІВПіМ НААН умовами для своєчасного і високоякісного проведення наукових досліджень, випробувань і доопрацювання наукових розробок, їх апробації, проведення виробничої перевірки та впровадження їх у виробництво та іншої господарської діяльності.
- Державне підприємство "Дослідне господарство «Брилівське» [Архівовано 20 лютого 2018 у Wayback Machine.] Інституту водних проблем і меліорації Національної академії аграрних наук України — організаційно-господарське забезпечення науково-дослідним установам Академії умов для проведення досліджень, випробувань і доопрацювання наукових розробок, їх апробації, проведення виробничої перевірки та впровадження їх у виробництво та іншої господарської діяльності; наукове обґрунтування розвитку зрошення у південних областях України, дослідної перевірки в зональних умовах та широкого впровадження у практику передового досвіду ефективного використання зрошуваних земель та нових досягнень меліоративної науки.
- Державне підприємство «Центральна лабораторія якості води та ґрунтів» [Архівовано 17 листопада 2018 у Wayback Machine.] Інституту водних проблем і меліорації Національної академії аграрних наук України — підвищення наукового та методичного рівня досліджень якості води і ґрунтів для раціонального їх використання, а також досліджень з розробки технологій утилізації стічних вод та стоків тваринницьких комплексів у сільському господарстві;
- Державне підприємство «Проектно-технологічне бюро» [Архівовано 9 квітня 2022 у Wayback Machine.] Інституту водних проблем і меліорації Національної академії аграрних наук України — посилення інноваційної діяльності шляхом залучення позабюджетних і бюджетних коштів для комплексного вирішення питань з проектування, реконструкції та модернізації меліоративних систем; розробка проектів з будівництва, реконструкції та модернізації меліоративних систем, а також гідротехнічних споруд та водних об'єктів; розробка проектно-кошторисної документації зі створення та зрошення багаторічних насаджень, овочевих та інших просапних культур; розробка комплексних систем захисту території і населених пунктів від затоплення і підтоплення; проекти зрошення газонів, спортивних арен, декоративних насаджень, квітників тощо; господарська діяльність у галузі водного господарства та сільськогосподарських меліорацій
Інститутом водних проблем і меліорації з 1965 року видається Міжвідомчий тематичний науковий збірник «Меліорація і водне господарство» [Архівовано 21 лютого 2018 у Wayback Machine.], з 2015 року вебсегмент якого  входить до наукометричної  бази даних Google Академія (англ. Google Scholar) та індексується відповідною пошуковою системою. 
Станом на 2017 рік на сайті Міжвідомчого тематичного наукового збірника «Меліорація і водне господарство» за адресою http://mivg.iwpim.com.ua  доступно для ознайомлення 10 випусків (96-105) Збірника. Починаючи з 2016 року збірник виходить 2 рази на рік. 

## Директори інституту
- Коваленко П.І. - 1974-2011 рр.
- Ромащенко М.І. - 2011-2022 рр.
- Яцюк М.В. - від 2022 р.